# Luis Rafael Herrera Estrella
Luis Rafael Herrera Estrella (Ciudad de México, 21 de junio de 1956) es un ingeniero bioquímico, catedrático, investigador y académico mexicano. Se ha especializado en la genética y biología molecular de las plantas. Con la ayuda de su equipo de trabajo ha logrado producir variedades transgénicas resistentes a las bacterias patógenas logrando con estos resultados a incrementar la producción de los cultivos agrícolas.

## Estudios y docencia
Obtuvo el título como ingeniero en bioquímica en la Escuela Nacional de Ciencias Biológicas del Instituto Politécnico Nacional (IPN). Realizó una maestría en Ciencias en el Centro de Investigación y de Estudios Avanzados del Instituto Politécnico Nacional (Cinvestav) y un doctorado en el Departamento de Genética de la Universidad de Gante en Bélgica.
En 1986 fundó el Departamento de Ingeniería Genética de la Unidad Irapuato del Cinvestav. Es director del Laboratorio Nacional de Genómica para la Diversidad desde 2005. Ha sido asesor del programa de biotecnología para América Latina de la Universidad de Naciones Unidas.

## Investigador y académico
Con su equipo de investigación logró descifrar el genoma del maíz. Después de realizar investigaciones de los mecanismos moleculares de la acción de toxinas que producen las bacterias patógenas de las plantas del frijol, logró desarrollar plantas transgénicas resistentes a dichas toxinas, posteriormente, con su equipo de trabajo, desarrolló la metodología para lograr la transformación genética del tomatillo, papaya, maíz criollo, espárrago y otros vegetales de Latinoamérica.
Ha sido investigador invitado en la estación experimental del Departamento de Ciencias Agrícolas de la Universidad de Brístol, en Gran Bretaña. Fue presidente de la Sociedad Internacional de Biología Molecular de Plantas. Ha sido asesor del programa de biotecnología de la Unesco. Es investigador emérito del Sistema Nacional de Investigadores, es miembro del Consejo Consultivo de Ciencias de la Presidencia de la República. En 2002 fue elegido miembro de la Academia Nacional de Ciencias de Estados Unidos. Es, además, miembro de la Society of Plant Biology de Estados Unidos, de la Academia Mexicana de Ciencias y de la Academia Mundial de Ciencias (TWAS).

## Obras publicadas
Ha escrito más de un centenar de artículos científicos y de divulgación para revistas nacionales e internacionales. Ha sido miembro de los consejos editoriales de 5 revistas. Es autor de varios capítulos para libros colectivos. Cuenta con varias patentes internaciones para la producción de plantas transgénicas. 

## Premios y distinciones
- Premio Internacional Minuro y Ethel Tsutsui por su tesis de doctorado, otorgado por la New York Academy of Sciences en 1984.
- Premio Javed Husain otorgado por la Unesco, en en 1987.
- Premio a la Investigación Científica en Ciencias Naturales otorgado por la Academia Mexicana de Ciencias en 1989.
- Premio en Biología TWAS por la World Academy of Sciences en 1994.
- Medalla de oro como mejor inventor, otorgada en Suiza por la Organización Mundial de Propiedad Intelectual (World Intellectual Property Organization) en 2000.
- Premio Nacional de Ciencias y Artes en el área de Ciencias Físico-Matemáticas y Naturales otorgado por la Secretaría de Eduacación Pública en 2002.
- Premio Luis Elizondo, otorgado por el Instituto Tecnológico y de Estudios Superiores de Monterrey, en 2010.[5]
- Beca Howard Hughes otorgada por el Instituto Médico Howard Hughes (HHMI) en 2012.[6]